# Prima Divisione Liguria 1951-1952
La Prima Divisione fu il massimo campionato regionale di calcio disputato in Liguria nella stagione 1951-1952. 
Avendo deciso la FIGC col Lodo Barassi una radicale riforma dei campionati minori per la stagione successiva, questa edizione si differenziò dalle precedenti in quanto non mise in palio posti per il campionato interregionale, ma fu finalizzata a qualificare le società partecipanti: le migliori avrebbero avuto accesso al nuovo Campionato Regionale (detto di Promozione), mentre le altre squadre non ammesse sarebbero rimaste iscritte al declassato campionato di Prima Divisione.
Per quanto riguarda la Liguria, fu garantito l'accesso al nuovo campionato regionale alle prime cinque di ogni raggruppamento, come anche ad alcune delle migliori seste a seconda del numero di retrocesse locali dalla Promozione della Lega Interregionale Nord.

## Girone A

### Squadre Partecipanti
| Squadra                | Città (provincia)          | Stagione precedente |
| ---------------------- | -------------------------- | ------------------- |
| A.V.I.S. Valleggia     | Valleggia di Quiliano (SV) |                     |
| U.S. Albisola          | Albissola Marina (SV)      |                     |
| U.S. Cairese           | Cairo Montenotte (SV)      |                     |
| U.S. Dianese           | Diano Marina (IM)          |                     |
| Pol. Finalborghese     | Finale Ligure (SV)         |                     |
| A.S. Finalese          | Finale Ligure (SV)         |                     |
| U.S. Gagliardi Loanesi | Loano (SV)                 |                     |
| A.C. Monteponi         | Vado Ligure (SV)           |                     |
| Pol. Quiliano          | Quiliano (SV)              |                     |
| F.B.C. Speranza        | Savona                     |                     |
| U.S. Stella Rossa      | Savona                     |                     |
| F.B.C. Varazze         | Varazze (SV)               |                     |
| U.S. Ventimigliese     | Ventimiglia (IM)           |                     |

### Classifica finale
|  | Pos. | Squadra            | Pt | G  | V | N | P | GF | GS | DR |
|  | ---- | ------------------ | -- | -- | - | - | - | -- | -- | -- |
|  | 1.   | Finalese           | 35 | 24 |   |   |   |    |    |    |
|  | 2.   | Finalborghese      | 33 | 24 |   |   |   |    |    |    |
|  | 3.   | Monteponi          | 30 | 24 |   |   |   |    |    |    |
|  | 4.   | Gagliardi Loanesi  | 30 | 24 |   |   |   |    |    |    |
|  | 5.   | Cairese            | 28 | 24 |   |   |   |    |    |    |
|  | 6.   | Varazze            | 28 | 24 |   |   |   |    |    |    |
|  | 7.   | Dianese            | 27 | 24 |   |   |   |    |    |    |
|  | 8.   | Ventimigliese      | 23 | 24 |   |   |   |    |    |    |
|  | 9.   | A.V.I.S. Valleggia | 18 | 24 |   |   |   |    |    |    |
|  | 10.  | Quiliano           | 17 | 24 |   |   |   |    |    |    |
|  | 11.  | Speranza           | 17 | 24 |   |   |   |    |    |    |
|  | 12.  | US Albisola 1909   | 13 | 24 |   |   |   |    |    |    |
|  | 13.  | Stella Rossa       | 13 | 24 |   |   |   |    |    |    |

Legenda:

      Ammesso alle finali per il titolo regionale.
  Ammesso alla nuova Promozione Regionale.
Regolamento:
Due punti a vittoria, uno a pareggio, zero a sconfitta.
Pari merito in caso di pari punti.

## Girone B

### Squadre Partecipanti
| Squadra             | Città (provincia) | Stagione precedente |
| ------------------- | ----------------- | ------------------- |
| U.S. Bacigalupo     | Genova            |                     |
| Di Stefano Calcio   | Genova            |                     |
| U.S. Don Bosco      | Ge-Sampierdarena  |                     |
| Foce Mutua Sportiva | Ge-Foce           |                     |
| S.C. Molassana      | Ge-Molassana      |                     |
| A.C. Nuova Gloria   | Ge-Foce           |                     |
| U.S. Ovadese        | Ovada (AL)        |                     |
| A.C. Pegliese       | Ge-Pegli          |                     |
| U.S. Prè Gabbai     | Ge-Prè            |                     |
| A.C. Pro Sestri     | Ge-Sestri Ponente |                     |
| U.S. Quarto         | Ge-Quarto         |                     |
| Pol. Sorese         | Sori (GE)         |                     |
| S.S. Vigili Urbani  | Genova            |                     |

### Classifica finale
|  | Pos. | Squadra             | Pt | G  | V | N | P | GF | GS | DR |
|  | ---- | ------------------- | -- | -- | - | - | - | -- | -- | -- |
|  | 1.   | Di Stefano Calcio   | 33 | 24 |   |   |   |    |    |    |
|  | 2.   | Vigili Urbani       | 30 | 24 |   |   |   |    |    |    |
|  | 3.   | Sorese              | 30 | 24 |   |   |   |    |    |    |
|  | 4.   | Foce Mutua Sportiva | 29 | 24 |   |   |   |    |    |    |
|  | 5.   | Molassana           | 27 | 24 |   |   |   |    |    |    |
|  | 6.   | Pegliese            | 27 | 24 |   |   |   |    |    |    |
|  | 7.   | Nuova Gloria        | 27 | 24 |   |   |   |    |    |    |
|  | 8.   | Don Bosco           | 25 | 24 |   |   |   |    |    |    |
|  | 9.   | Prè Gabbai          | 21 | 24 |   |   |   |    |    |    |
|  | 10.  | Pro Sestri          | 20 | 24 |   |   |   |    |    |    |
|  | 11.  | Quarto (-1)         | 19 | 24 |   |   |   |    |    |    |
|  | 12.  | Ovadese (-2)        | 14 | 24 |   |   |   |    |    |    |
|  | 13.  | Bacigalupo (-1)     | 6  | 24 |   |   |   |    |    |    |

Legenda:

      Ammesso alle finali per il titolo regionale.
  Ammesso alla nuova Promozione Regionale.
Regolamento:
Due punti a vittoria, uno a pareggio, zero a sconfitta.
Pari merito in caso di pari punti.
Note:
Quarto e Bacigalupo hanno scontato 1 punto di penalizzazione in classifica per una rinuncia.
Ovadese ha scontato 2 punti di penalizzazione in classifica per due rinunce.

## Girone C

### Squadre Partecipanti
| Squadra               | Città (provincia)       | Stagione precedente |
| --------------------- | ----------------------- | ------------------- |
| U.S. Cartusia         | Ge-Rivarolo             |                     |
| U.S. Corniglianese    | Ge-Cornigliano          |                     |
| U.S. Edera Prà        | Ge-Prà                  |                     |
| F.B.C. Grifone        | Genova                  |                     |
| A.C. Juventina Dogali | Genova                  |                     |
| G.S. Liberi Sestresi  | Ge-Sestri Ponente       |                     |
| S.S. Ligorna          | Genova                  |                     |
| G.S. Ottavio Barbieri | Genova                  |                     |
| U.S. Sant'Agostino    | Genova                  |                     |
| U.S. Serravallese     | Serravalle Scrivia (AL) |                     |
| U.S. Staglieno        | Genova                  |                     |
| U.I.T.E. Sez.Calcio   | Genova                  |                     |

### Classifica finale
|  | Pos. | Squadra          | Pt | G  | V | N | P | GF | GS | DR |
|  | ---- | ---------------- | -- | -- | - | - | - | -- | -- | -- |
|  | 1.   | Liberi Sestresi  | 35 | 22 |   |   |   |    |    |    |
|  | 2.   | Juventina Dogali | 29 | 22 |   |   |   |    |    |    |
|  | 3.   | Edera Prà        | 28 | 22 |   |   |   |    |    |    |
|  | 4.   | U.I.T.E.         | 25 | 22 |   |   |   |    |    |    |
|  | 5.   | Sant'Agostino    | 23 | 22 |   |   |   |    |    |    |
|  | 6.   | Grifone          | 21 | 22 |   |   |   |    |    |    |
|  | 7.   | Corniglianese    | 21 | 22 |   |   |   |    |    |    |
|  | 8.   | Cartusia         | 20 | 22 |   |   |   |    |    |    |
|  | 9.   | Ligorna          | 18 | 22 |   |   |   |    |    |    |
|  | 10.  | Serravallese     | 15 | 22 |   |   |   |    |    |    |
|  | 11.  | Ottavio Barbieri | 15 | 22 |   |   |   |    |    |    |
|  | 12.  | Staglieno        | 14 | 22 |   |   |   |    |    |    |

Legenda:

      Ammesso alle finali per il titolo regionale.
  Ammesso alla nuova Promozione Regionale.
Regolamento:
Due punti a vittoria, uno a pareggio, zero a sconfitta.
Pari merito in caso di pari punti.

## Girone D

### Squadre Partecipanti
| Squadra              | Città (provincia)            | Stagione precedente |
| -------------------- | ---------------------------- | ------------------- |
| S.C. Aurora          | Riva Trigoso (GE)            |                     |
| U.S. Cadimare        | La Spezia-Cadimare           |                     |
| U.S. Canalettese     | La Spezia                    |                     |
| U.S. Canaletto 1924  | La Spezia                    |                     |
| G.S. Carpanesi Boys  | La Spezia                    |                     |
| U.S. Fezzanese       | Fezzano di Porto Venere (SP) |                     |
| U.S. Lavagnese       | Lavagna (GE)                 |                     |
| S.G. Levanto         | Levanto (SP)                 |                     |
| Pol. Migliarinese    | La Spezia-Migliarina         |                     |
| A.C. Sammargheritese | Santa Margherita Ligure (GE) |                     |
| U.S. Santerenzina    | San Terenzo di Lerici (SP)   |                     |
| U.S. Sarzanese 1906  | Sarzana (SP)                 |                     |
| A.S. Shell           | La Spezia                    |                     |

### Classifica finale
|  | Pos. | Squadra         | Pt | G  | V  | N | P  | GF | GS | DR  |
|  | ---- | --------------- | -- | -- | -- | - | -- | -- | -- | --- |
|  | 1.   | Lavagnese       | 39 | 24 | 19 | 1 | 4  | 63 | 16 | +47 |
|  | 2.   | Santerenzina    | 38 | 24 | 16 | 6 | 2  | 47 | 18 | +29 |
|  | 3.   | Aurora          | 35 | 24 | 15 | 5 | 4  | 43 | 22 | +21 |
|  | 4.   | Sarzanese 1906  | 34 | 24 | 15 | 4 | 5  | 47 | 25 | +22 |
|  | 5.   | Sammargheritese | 31 | 24 | 12 | 7 | 5  | 34 | 27 | +7  |
|  | 6.   | Canaletto 1924  | 30 | 24 | 13 | 4 | 7  | 39 | 26 | +13 |
|  | 7.   | Carpanesi Boys  | 21 | 24 | 9  | 3 | 12 | 38 | 41 | -3  |
|  | 8.   | Levanto         | 20 | 24 | 8  | 4 | 12 | 34 | 41 | -7  |
|  | 9.   | Canalettese     | 15 | 24 | 5  | 5 | 14 | 14 | 37 | -23 |
|  | 10.  | Migliarinese    | 14 | 24 | 5  | 4 | 15 | 19 | 37 | -18 |
|  | 11.  | Fezzanese       | 13 | 24 | 5  | 3 | 16 | 20 | 40 | -20 |
|  | 11.  | Shell (-1)      | 13 | 24 | 5  | 4 | 15 | 22 | 51 | -29 |
|  | 13.  | Cadimare        | 8  | 24 | 2  | 4 | 18 | 14 | 57 | -43 |

Legenda:

      Ammesso alle finali per il titolo regionale.
  Ammesso alla nuova Promozione Regionale.
      Retrocesso in Seconda Divisione, che dalla stagione 1952-1953 cambiò nome da Seconda a Prima Divisione.
Regolamento:
Due punti a vittoria, uno a pareggio, zero a sconfitta.
Pari merito in caso di pari punti.
Note:
Shell La Spezia ha scontato 1 punto di penalizzazione in classifica per una rinuncia.
Differenza di 4 gol nel computo totale reti fatte/subite (434/438).

## Finali

### Titolo onorifico

#### Squadre Partecipanti
- Di Stefano Calcio
- Finalese
- Lavagnese
- Liberi Sestresi

#### Classifica finale
|  | Pos. | Squadra | Pt | G | V | N | P | GF | GS | DR |
|  | ---- | ------- | -- | - | - | - | - | -- | -- | -- |
|  | 1.   | ???     | ?? | 6 |   |   |   |    |    |    |
|  | 2.   | ???     | ?? | 6 |   |   |   |    |    |    |
|  | 3.   | ???     | ?? | 6 |   |   |   |    |    |    |
|  | 4.   | ???     | ?? | 6 |   |   |   |    |    |    |

Legenda:
      Campione Ligure di Prima Divisione.
Regolamento:
Due punti a vittoria, uno a pareggio, zero a sconfitta.
Pari merito in caso di pari punti.

### Qualificazione
Le quattro seste si giocarono le qualificazioni.
L'esito delle qualificazioni dovette confrontarsi da regolamento con gli esiti del sovrastante campionato di Promozione, dal quale alla fine retrocessero sul campo ben 12 club liguri, cosicché tale pessimo bilanciò tagliò fuori tutte le seste dal nuovo campionato. Numerosissimi casi di dissesto costrinsero tuttavia la Lega Regionale Ligure a deliberare numerosi ripescaggi, tra cui quelli del Levanto e della Migliarinese.